# 竹仔嶺隧道
竹仔嶺隧道是台灣基隆市一座鐵路隧道，供台鐵縱貫線使用。座落於三坑車站與八堵車站間，地屬仁愛區龍門里、英仁里與暖暖區八西里，為通貫南榮河源頭附近的分水嶺、連接基隆河河岸與基隆港的交通要道。台灣日治時期啟用時初名「竹仔藔隧道」，曾經歷兩次改建，目前使用之第三代隧道啟用於2008年（民國97年）。

## 沿革
台灣第一條客貨運鐵路自基隆火車碼頭至新竹火車碼頭為止，由清代臺灣巡撫劉銘傳及其繼任者邵友濂主政闢建，1887年（光緒13年）6月間動工。基隆通往台北一段，經由今日基隆市安樂區佛祖嶺，通過獅球嶺隧道，貫穿獅球嶺到達八堵（今七堵車站）。由於獅球嶺隧道一帶路線設計不佳，兩端低陷，中間高起，坡度太大，火車行駛不易，日本統治台灣之後決定另沿石硬港（今南榮河）附近新闢鐵路線，並且新鑿竹仔嶺隧道。

### 第一代隧道
- 1896年（明治29年）5月3日，開始挖鑿竹仔嶺隧道，工程由陸軍臨時臺灣鐵道隊隊長山根武亮監督，隧道北段（東段）由大倉組施工，南段（西段）由有馬組施作[2]:123[3]:229[4]。
- 1897年（明治30年）：
  - 1月22日，導坑貫通[2]:197[3]:374。
  - 3月28日，在南口（西口）舉行導坑貫通儀式，臺灣總督府高等官員與臺北、基隆、水返腳（今汐止）士紳100多人出席，儀式結束後一行人經由導坑步行至隧道北口（東口），參觀一旁基隆舊八景之一的魴頂瀑布及臨時臺灣鐵道隊隊長山根武亮於巖壁上所題的「雙龍」二字，因此竹仔嶺隧道在日治時期又有美稱[2]:197-198[3]:374-375[4]。
  - 4月，隧道工程由「臺灣總督府民政局通信部臨時鐵道掛」接辦[2]:199[3]:376。
- 1898（明治31年）年：
  - 2月2日，第一代隧道完工，初名為竹仔藔隧道，長559.3公尺，雙線淨空[5]，但初期只鋪設單線[3]:374，工程期間有職員、職工、工夫等300多人病死，其中包含大倉組工夫與職工152人、有馬組工夫與職工48人病殁[2]:123、200[3]:376、380[註 1]，因此在八堵端南口外設立招魂碑慰靈。
  - 2月8日，有馬組為所屬的148名病死工夫舉辦招魂儀式[6][7][註 2]。
  - 2月13日，臺灣總督府在隧道的北口（東口）舉行開通儀式，高等官員、士紳150餘人參加，由民政局通信課臨時鐵道掛技師小山保政致詞，技術監督新元鹿之助說明施工經過[2]:199[3]:376、378。開通式之後，由大倉組獨立出來的久米組，也準備擇日為其所屬病亡的工夫舉行招魂祭禮[9][註 2]。
- 1914年（大正3年）4月，執行雙軌工程，於隧道內鋪設雙線通車[5][10][註 2][11]。
- 二次大戰期間隧道一度停用[5]。
- 戰後1948年（民國37年）隧道重新啟用，後來又撤去1線，改為單線行駛[5]。
- 1990年代，因應緊鄰的南榮路拓寬而停用廢棄[5][12]。
- 2001年（民國90年）9月16日，納莉颱風襲台，基隆河水位暴漲，洪水順著第一代隧道流入基隆市區致氾濫成災[5]。
- 2004年（民國93年）11月～12月，因第三代隧道的興建而填平消失[5][13]:73。

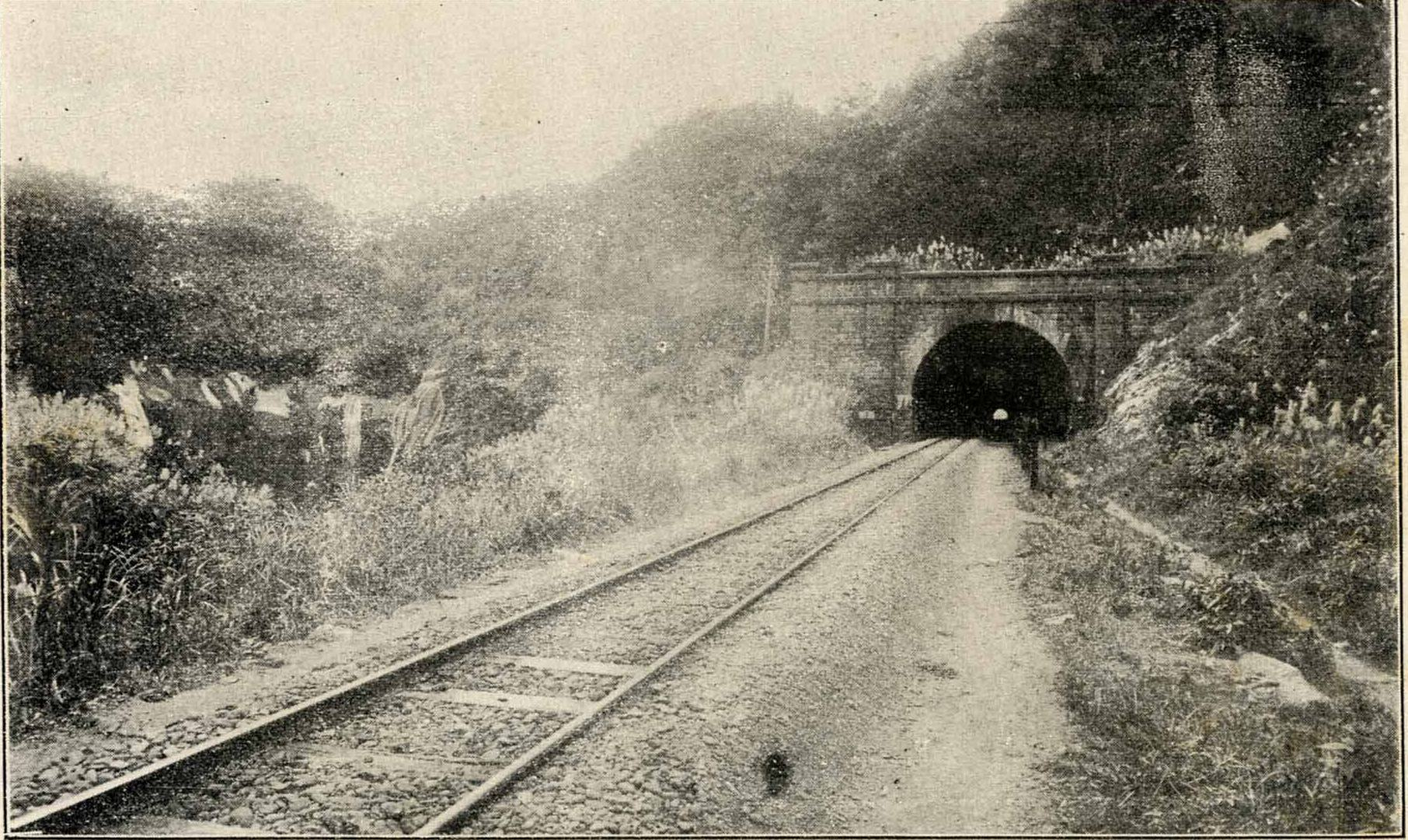
日治時期的竹仔藔隧道（第一代竹仔嶺隧道）

### 第二代隧道
由於日本當局發現原所建第一代竹仔嶺隧道內路線坡度仍大，於是在第一代隧道的西側增建坡度較為平緩的改良線與新的雙線竹仔嶺隧道，供縱貫線行駛。
- 1921年（大正10年）8月，第二代竹仔嶺隧道開工，工程由新見組承攬[14][註 2]。
- 1922年（大正11年）：
  - 5月17日，上午9時15分導坑貫通[14][註 2]。
  - 5月22日，上午11時在八堵車站舉辦貫通祝賀會，臺灣總督府鐵道部工務課技師小山三郎、技師海野裴雄、臺北州基隆郡郡守遠藤所六及其他相關人士出席，並參觀隧道[15][註 2]。
- 1923年（大正12年）10月21日，第二代竹仔嶺隧道隨著基隆至八堵間雙軌新線通車而啟用，長約541公尺[14][16]，而原有的第一代舊隧道則改供宜蘭線火車行駛[5]。
- 1977年12月31日，縱貫線電氣化第一期工程（基隆～竹南間）完工[17][18]，第二代竹仔嶺隧道內增設懸臂與電車線。
- 1978年1月9日，包含第二代隧道在內的基隆～竹南間電氣化通電啟用[19]。
- 2008年（民國97年）：
  - 1月29日，隧道內東正線停用[20]。
  - 5月28日，第二代隧道停用廢棄[21]，後有整建為觀光景點的計畫[來源請求]，惟台鐵暫以水泥牆半封閉兩側隧道口以防閒雜人等進入。

### 第三代隧道
- 2001年（民國90年）9月16日跨17日，納莉颱風襲台造成基隆河河水暴漲，洪水將兩岸貨櫃集散場的千餘個貨櫃沖入河中，60多個貨櫃卡在八堵鐵橋橋墩上，使該處水流阻塞，水位高漲，洪水順著舊宜蘭線鐵路，穿過已停用的竹仔嶺東側隧道（第一代隧道）流入基隆市區致氾濫成災[22]。後來，台鐵配合基隆河整治工程，將第一代隧道填平後，重新挖鑿興建第三代隧道，用以取代西側1923年（大正12年）啟用的縱貫線第二代竹仔嶺隧道。
- 2004年（民國93年）11月，第三代隧道開工[23]。
- 2005年（民國94年），第三代隧道貫通[5]。
- 2006年（民國95年）1月11日，第三代隧道竣工，長555.6公尺[13]:1[24]，臺灣鐵路管理局於北口（東口）外舉行竣工典禮與洞口匾額「獅球新開」揭幕式，由局長徐達文致詞[13]:97-98[21]。本隧道原預定於同年5月通車，然而隧道北口外側後續的路基墊高工程，施工承包商因與台鐵發生合約糾紛而解約，使得第三代隧道延遲通車[5]。
- 2008年（民國97年）：
  - 1月29日，隧道開通，東正線首先切換通車[20]。
  - 5月28日，西正線完成切換[21]，自此，本隧道西側1923年（大正12年）的第二代隧道停用廢棄[5]。

## 建築概況

### 第一代隧道
第一代隧道長559.3公尺，雙線淨空，北半段為良質硬岩，由大倉組開挖，南半段則由有馬組掘鑿，地質為土砂與軟岩。除了南、北兩端同時開挖之外，也另挖掘兩個豎坑。隧道上半拱部採用紅磚砌拱，磚材由鮫島商行供應，下部側壁結構則採用石材砌築，但因材料短缺且急於完工，局部側壁採用紅磚，另洞門則全部為石砌，隧道內路線坡度為千分之16.7:375:66。
而配合基隆水道水源地（今暖暖）送水至基隆街的需要，本隧道底部中央設置送水管路。但到了1914年（大正3年）因隧道內鋪設雙線鐵路，原底部中央的水道管路夾在兩線鐵軌中間，損壞時不易維修，於是將管路改成設置在隧道底部兩側（即兩線鐵軌外側），以內徑約36公分的德國製鐵管送水。這些鐵管曾在2000年（民國89年）台鐵拆除隧道內停用多年的鐵軌時重新出土，但後來在第三代隧道施工時被毀消失:66。
本隧道施工期間有多名工人病殁，因此有關單位在八堵端南口外設立一方「竹仔嶺招魂碑」，但2000年（民國89）夏天因縱貫線臨時路線施工而遭剷平:55、65。

### 第二代隧道
二代隧道位於一代隧道西側，採用全磚砌結構，上方為半圓形的穹窿，可供雙軌鐵路行駛，全長1,775呎5吋（約541公尺），與宜蘭線舊草嶺隧道可能是台灣官營鐵路紅磚隧道的最後之作。隧道內路線坡度為千分之10，由南口端八堵側往北口端下坡。

### 第三代隧道
該隧道興建於第一代隧道上方稍偏西側，全長555.6公尺，因緊鄰營運中的第二代隧道與民宅，無法使用鑽炸法施工，改採新奧工法（NATM）興建:1-2。
由於第三代隧道佔用原廢棄的第一代隧道結構體，故開工後先以混凝土填平第一代隧道，回填完成後再由南、北兩端同時挖掘新隧道，以台階工法開挖（台階長約30公尺），隧道開挖完成並待穩定之後，澆灌混凝土襯砌:35、37、43，施工期間曾造成民宅鄰損。
本隧道內鋪設無道碴軌道，路線由南口端往基隆側北口端下坡，坡度千分之11:45。隧道北、南兩洞口均置匾額1塊，分別以隸書題名「獅球新開」與「豁然開朗」，為台灣戰後時期台鐵新建隧道僅見。